# Children of the Grave
Children of the Grave est une chanson du groupe de rock britannique Black Sabbath, tirée de l'album de 1971 Master of Reality. Les paroles s'inscrivent dans les thèmes anti-guerre déjà abordés sur l'album Paranoid avec les titres War Pigs et Electric Funeral. Mais dans le cas de cette chanson, c'est une pique envoyée aux revendicateurs, encouragés à ne pas rester de simples libertaires haineux et à défendre la paix. Deux versions inédites de cette chanson sont parues dans l'édition de luxe de Master of Reality. La première comporte des paroles différente, la seconde est une version instrumentale.
La chanson est présente dans plusieurs albums live et compilation des meilleurs succès de Black Sabbath. Elle a également été interprétée à plusieurs reprises en concert par le premier chanteur du groupe Ozzy Osbourne en tant qu'artiste solo. Elle apparaît dans le jeu vidéo Guitar Hero: Warriors of Rock comme une chanson jouable. Le jeu en ligne League of Legends y fait référence en donnant son nom à l'attaque ultime du personnage Mordekaiser. Children of the Grave est également utilisée comme musique de fond pour le premier niveau du jeu vidéo Brütal Legend .

## Postérité
Children of the Grave est généralement considérée comme l'un des meilleurs titres de Black Sabbath. Elle a été classée sixième en 2020 par Kerrang dans une liste des 20 meilleures chansons du groupe et cinquième en 2021 par Louder Sound dans un classement incluant 40 titres de Black Sabbath.

## Reprises

### White Zombie
Le groupe White Zombie a repris Children of the Grave (avec des paroles légèrement modifiées) pour l'album hommage à Black Sabbath Nativity in Black. Cette version est ensuite sortie sous la forme d'un single promo en 1994. En 2014, Mac Sabbath, un groupe hommage à Black Sabbath sur le thème de la restauration rapide, en a enregistré une version parodique intitulée Chicken for the Slaves.
Le groupe argentin de thrash metal Nepal a enregistré une reprise de la chanson pour son troisième album studio de 1997 intitulé Manifiesto.

### Havok
Le groupe de thrash metal américain Havok a inclus une reprise de la chanson dans son troisième album studio, Unnatural Selection (2013).